# Бейли, Мэдилин
Мэдилин Бейли Уолд (род. 2 сентября 1992 года), широко известная как Мэдилин Бейли — американская певица, автор песен и музыкант.

## Биография
Мэдилин Бейли родилась в Бойсвилле, штат Висконсин, в семье Грега Уолда, который работает в рекламной фирме, и Хайди Уолд. У неё пятеро братьев и сестер. Бейли начала заниматься музыкой и писать песни в возрасте семи лет. Она играла в оркестре средней школы Бойсвилла и окончила её в 2011 году. Прежде чем стать певицей, Бейли работала медсестрой. У неё дислексия.
Она начала свою карьеру незадолго до окончания средней школы, записав каверы на популярные песни и разместив их на YouTube, собрав более 100 миллионов просмотров. В 2012 году Бейли присоединилась к лейблу Keep Your Soul Records, чтобы помочь с продюсированием своего материала, и переехала в Лос-Анджелес в 2013 году.
Бейли гастролировала по Соединённым Штатам и Канаде с Boyce Avenue во второй половине 2013 года. Позже она описала это так: Это был удивительный опыт — впервые оказаться в дороге. Она заявила, что её вдохновили Мишель Бранч и Кина Граннис.
В 2015 году её исполнение песни «Titanium», первоначально исполненной Дэвидом Геттой и Sia, попало в эфир на Virgin Radio во Франции. Это привело к заключению контракта на запись с PlayOn во Франции, лейблом Warner Music Group. Песня попала в чарты Франции и Бельгии, как и её продолжение, кавер на песню Imagine Dragons «Radioactive». В октябре 2015 года Бэйли выпустила во Франции альбом каверов под названием Muse Box, поддержанный синглом Rude feat. Flula. Четвёртый сингл, кавер на песню Шер «Believe», появился в начале 2016 года.
В июле 2016 года она выпустила мини-альбом с оригинальным материалом из пяти треков под названием Wiser.
В 2016 году её кавер на песню Дэвида Гетты и Сиа «Titanium» был показан в австралийском телесериале «Разыскивается».
В апреле 2018 года она была выбрана артисткой месяца Элвиса Дюрана. Она была показана в сегодняшнем шоу NBC, ведущими которого были Хода Котб и Кэти Ли Гиффорд, транслировавшемся по всей стране в Соединённых Штатах 20 апреля 2018 года, где Бейли исполнила живую версию своего сингла «Tetris».
В 2018 году её оригинальная песня «Drunk on a Feeling» была показана в американском остросюжетном телесериале Station 19.
В 2021 году Мэдилин появилась в 16-м сезоне America's Got Talent, исполнив оригинальную песню, созданную из комментариев ненависти, которая набрала более 20 миллионов просмотров на YouTube. На своем прослушивании она получила 4 «да» от судей. Она попала в топ-36, исполнив кавер на песню Дэвида Гетты и Sia «Titanium» в четвертьфинале 1. Она прошла в полуфинал, исполнив свою оригинальную песню «Red Ribbon». Она выбыла во время полуфинала.

## Личная жизнь
В 2014 году она вышла замуж за Джеймса Бенруда. В июне 2023 года она объявила, что они с Бенрудом ждут ребёнка. Её дочь Бобби Бейли родилась 15 ноября 2023 года.